# كاسل روك (كولورادو)
كاسل روك (بالإنجليزية: Castle Rock, Colorado)‏ هي بلدة تقع في مقاطعة دوغلاس بولاية كولورادو في الولايات المتحدة. تأسست عام 1874، تبلغ مساحتها (كم²)، وترتفع عن سطح البحر 1897 م، بلغ عدد سكانها 48231 نسمة في عام 2010 حسب إحصاء مكتب تعداد الولايات المتحدة .

## أعلام
- آن ستروثر
- جيم كوتريل
- ماكس مكافري
- كريستيان مكافري

## وصلات خارجية
- The US50 - Cities and Towns in Colorado State
- Colorado Cities and Towns, Facts, Map, Flag, Colleges, Government, and More